# Micromus minusculus
Micromus minusculus är en insektsart som beskrevs av Monserrat 1993. Micromus minusculus ingår i släktet Micromus och familjen florsländor. Inga underarter finns listade i Catalogue of Life.